# ヴェヌーシア・R30
R30は、東風日産が製造、ヴェヌーシアブランドで販売していた自動車である。

## 概要
2014年4月、北京モーターショーにて初公開された。同年7月、ヴェヌーシアブランドの4車種目となるモデルとして発売を開始。

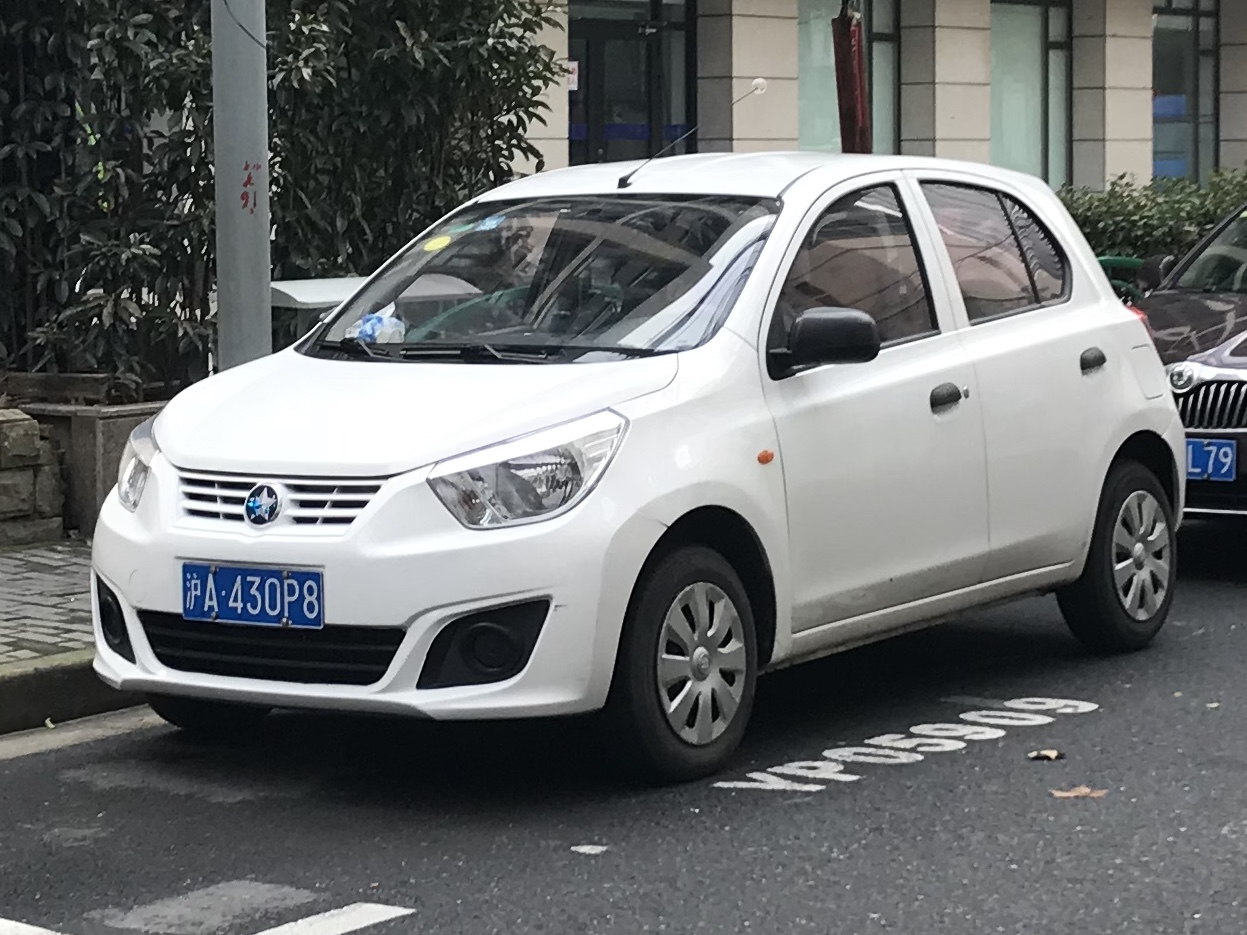
フロント
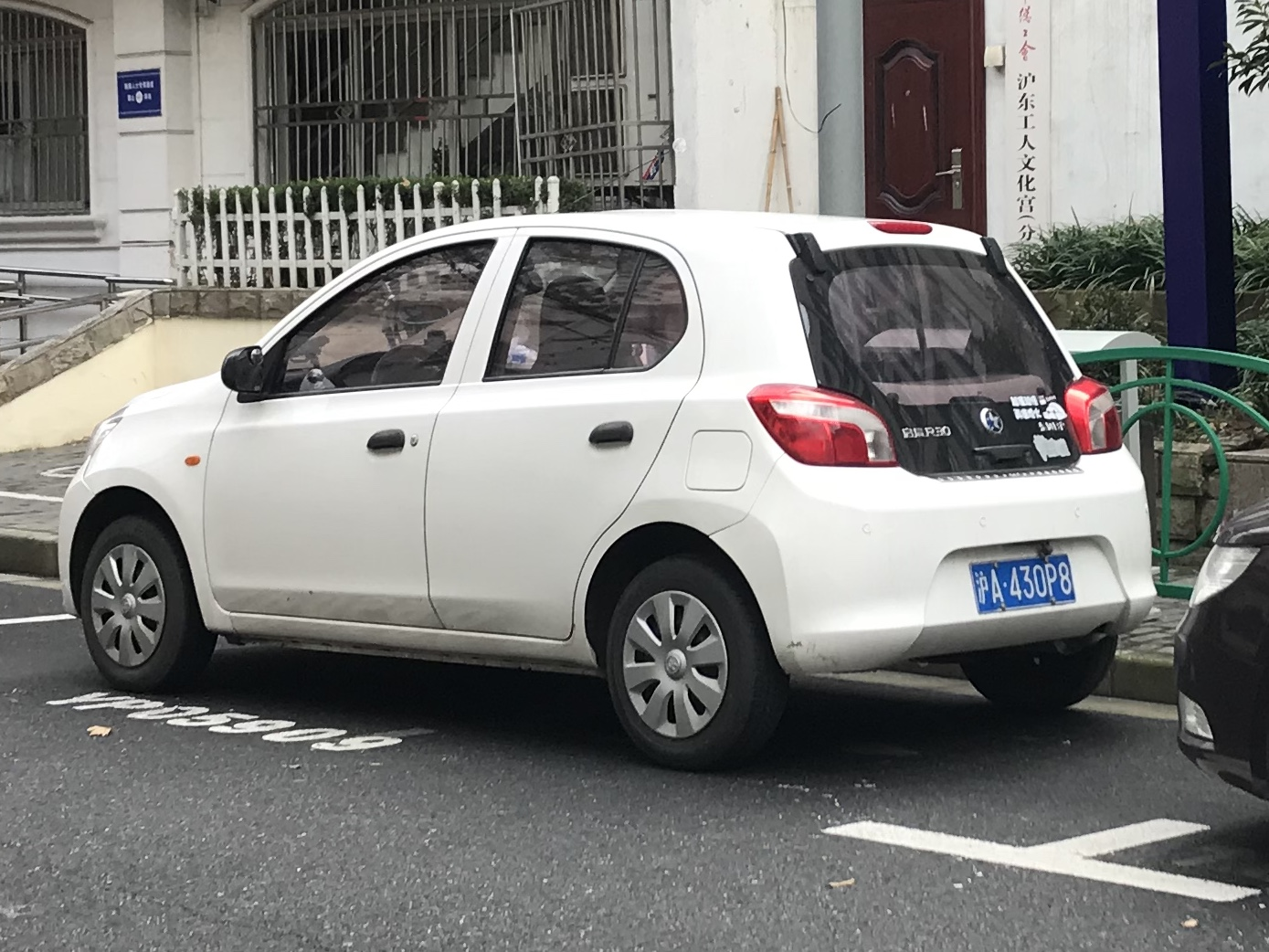
リア